# Sames
Sames (occitanska: Samas) är en kommun i departementet Pyrénées-Atlantiques i regionen Nouvelle-Aquitaine i sydvästra Frankrike. Kommunen ligger i kantonen Bidache som tillhör arrondissementet Bayonne. År 2022 hade Sames 703 invånare.

## Befolkningsutveckling
Antalet invånare i kommunen Sames
| Referens: INSEE |